# 조지아 민족군단

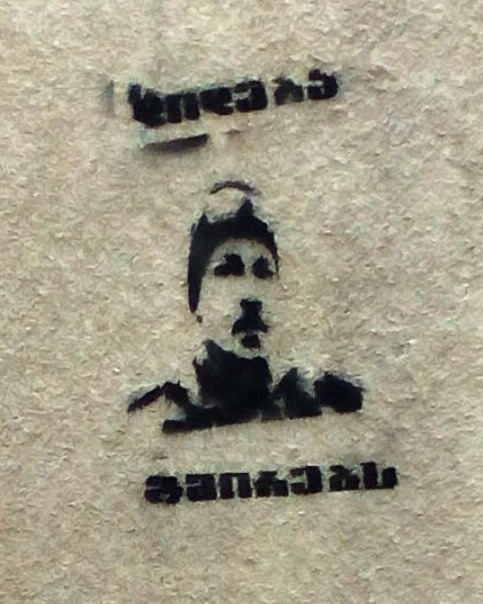
"영웅에게 경의를", 2015년 트빌리시에 있는 스텐실 그래피티로, 고인이 된 자원봉사자 알렉산더 그리고라슈빌리를 묘사한다.

조지아 민족군단 또는 조지아 군단(우크라이나어: Грузинський національний легіон 흐루진스키이 나치오날니이 레히온[*]; 틀:Lang-ka)은 돈바스 전쟁과 러시아-우크라이나 전쟁에서 우크라이나 편에 서서 싸우는 주로 민족 조지아인 자원봉사자들이 결성한 군사 부대이다. 이 부대는 2014년에 조직되었고, 2016년에는 우크라이나군 산하의 제25기계화보병대대에 편입되었다. 2024년 6월 15일, 이 부대는 러시아 정부에 의해 테러 조직으로 분류되었다.
이 부대는 베테랑 조지아 장교인 마무카 마물라슈빌리가 지휘했다.
조지아 군단은 우크라이나 주둔 외국인 전투원 전문가인 카츠페르 레카웨크에 의해 특히 미국인 모집에 능숙하다고 평가되었다. 2022년 우크라이나 영토방위 국제군단이 결성되기 전에는 대부분의 친우크라이나 외국인 전투원들이 조지아 군단에서 복무했다.
2023년 6월 현재, 33개국 출신의 자원봉사자들이 이 부대에 합류했다.

## 역사

### 배경
조지아 군단은 압하지야-조지아 분쟁, 제1차 체첸 전쟁 및 러시아-조지아 전쟁의 참전 용사인 마무카 마물라슈빌리가 설립했다. 그는 나중에 "군단을 만들려는 생각은 러시아 침략에 맞서 함께 봉사하기 위해 여러 국적의 사람들을 모으는 것이었고, 우리는 그것을 해냈다"고 언급했다. 조지아 자원봉사자들은 자주 러시아에 맞서는 우크라이나와 조지아의 공통된 대의를 언급했으며, 우크라이나에서 러시아 침략에 맞서 싸우는 것이 조지아의 이익에도 부합하는 애국적인 행위라고 주장했다.

### 설립
조지아 군단은 돈바스 전쟁이 시작된 2014년경에 결성되었으며, 처음에는 6명의 조지아인만 있었고 그해 말까지 약 20명으로 늘어났다. 2014년 12월 중순에 이 그룹은 당시 조지아 유럽 통합 장관이었던 기오르기 바라미제의 방문을 받았다. 2015년 1월, 이 부대는 조지아 육군 참전 용사인 타마즈 수히아슈빌리라는 첫 사상자를 냈다. 당시 우크라이나에 기반을 둔 전 조지아 대통령 미헤일 사카슈빌리와 그의 통일국민운동 당의 동료들은 우크라이나 측에 조지아인 개인의 참여를 어느 정도 장려했다.
2월 5일, 키이우 총대주교청 우크라이나 정교회의 수장인 필라렛 총대주교는 29명의 조지아 전투원에게 "우크라이나에 대한 사랑과 희생"에 대한 메달을 수여하며 조지아인들의 봉사에 감사를 표했다.
2월 11일 민스크 협정 II 이후, 부대의 미래는 잠시 불확실했다. 10월에 우크라이나 의회는 외국인 및 무국적자가 계약직으로 우크라이나 육군에 고용될 수 있도록 허용하는 법안을 통과시켰고, 이 법안은 11월 5일에 법으로 서명되었다.

### 우크라이나군 통합
2016년 2월, 조지아 군단은 공식적으로 우크라이나군 제25기계화보병대대 "키이우 루스"에 통합되었다.
이 부대는 제54기계화여단의 전반적인 지휘 아래 우크라이나 동부에서 싸웠다. 2017년 12월, 군단은 2017년 12월 16일 스비틀로다르스크 근처에서 수행된 값비싼 작전 이후 여단 지휘부의 "무능함"을 이유로 여단에서 철수했다. 제54기계화여단은 그들의 부대 내에 "조지아 군단"이 존재한 적이 없다고 부인했다.
2018년 1월, 군단 사령관 마물라슈빌리는 부대가 우크라이나 대의에 전념하고 있으며 다른 여단으로 이동했다고 말하며, 이 결정이 미헤일 사카슈빌리와 우크라이나 대통령 페트로 포로셴코 간의 정치적 갈등과는 무관하다고 덧붙였다.
2022년 2월, 러시아의 우크라이나 침공 직전에 조지아 군단은 새로 모집된 우크라이나 민간인 훈련에 참여했다. 이 부대는 침공 첫날부터 전투에 참가했으며, 호스토멜 공항 전투와 호스토멜 전투에서 싸웠다.
2022년 3월 초, 조지아 군단은 300명 이상의 새로운 모집병들이 입대를 시도했다고 보고되었다. 군단의 정책에 따라 경험이 풍부한 전투원이나 참전 용사만 입대할 수 있다. 이러한 요건을 충족하지 못한 사람들은 거부되었다. 극단주의적 견해를 가진 사람들도 부대에 환영받지 못한다. 이후 군단은 동부 우크라이나 공세를 막는 데 도움을 주기 위해 재배치되었다.

### 사상자

2022년 우크라이나 전쟁 중 트빌리시에 있는 4월 9일 기념비에 우크라이나를 방어하다 사망한 조지아 및 외국인 자원봉사자들의 사진이 전시되어 있다.

2024년 2월 현재, 러시아의 우크라이나 침공으로 조지아 군단 소속 자원봉사자 44명이 사망한 것으로 보고되었다. 여기에는 다음이 포함된다.
- 알렉산더 (알리카) 차아바, 아르카디 카스라제, 자자 비차제는 루비즈네에서 사망했다.[25]
- 기오르기 그리고리아는 바흐무트 근처 전투 중 사망했다.[26]
- 키릴 샤나바와 카하 고골은 루한스크 전투 중 사망했다.[27] 카하 고골은 공습으로 사망한 것으로 알려졌다.[28]
- 알루다 즈비아다우리는 리시찬스크 근처 전투 중 사망했다.[29]
- 다비트 (다토) 고베지슈빌리, 다비트 메나브디슈빌리, 니콜로즈 (니카) 샤나바는 이줌 전투에서 사망했다.[30]
- 라티 슈르가이아는 이줌 근처 전투에서 입은 부상으로 사망했다.

## 논란

### 전쟁 범죄 혐의
2022년 3월 30일, 부차에서 몇 킬로미터 떨어진 드미트리우카 지역에서 발생한 러시아 공수부대 BMD-2 장갑차 매복 사건 이후의 영상이 공개되었다. 같은 사건의 다른 영상은 포로로 잡혀 부상당한 러시아 군인 중 한 명이 미상의 우크라이나군에 의해 총살당하는 장면을 보여준다.
드미트로 쿨레바 우크라이나 외무장관은 이 영상이 "확실히 조사될 것"이라고 말했다. 마무카 마물라슈빌리는 영상 속 조지아인이 군단 소속이 아니라고 부인했다.
반체제 러시아 사업가 미하일 호도르콥스키의 유튜브 채널에 게시된 인터뷰에서 조지아 군단 사령관 마무카 마물라슈빌리는 러시아 포로 처우에 대해 "때때로 우리는 그들의 손과 발을 묶는다. 조지아 군단에 관해 말하자면, 우리는 절대 러시아 포로를 잡지 않을 것"이라고 말했다. 마물라슈빌리는 러시아 군인에게 불가침 명령을 내린 정당화가 부차 학살에 대한 대응이라고 말했다.

### 조지아와 슬로바키아에서 쿠데타 음모 혐의
2023년 9월 18일, 조지아 국가안보국 (SSG)은 조지아 군단과 마물라슈빌리가 우크라이나 정보기관과 공모하여 집권당 조지아의 꿈-민주 조지아에 대항하는 쿠데타를 계획하여 체포된 미헤일 사카슈빌리 전 대통령을 복권시키려 했다고 비난했다. 마물라슈빌리는 쿠데타 주장이 근거 없다고 반박하며 조지아의 꿈 당이 "크렘린궁으로부터 지시를 받고 있다"고 비난했다.
2025년 1월 31일, 로베르트 피초 슬로바키아 총리는 슬로바키아 정보국과 함께 조지아 군단이 국내에서 쿠데타를 목표로 하는 반정부 시위를 조직했다고 비난했다. 기자회견에서 피초는 시위 조직 단체 미어 우크라이네(우크라이나에 평화를) 활동가 루시아 슈타셀로바와 야당 지도자 미할 시메치카의 아버지인 온라인 뉴스 논평가 마틴 M. 시메치카와 마물라슈빌리의 사진을 보여주었다. 슬로바키아는 나중에 마무카 마물라슈빌리 사령관과 러시아의 자유 군단의 다른 10명의 단원들의 슬로바키아 입국을 금지했다.

## 외국인 전투원
조지아 군단은 약 500명의 조지아인과 비슷한 수의 다양한 다른 국적의 사람들로 구성되어 있다.
다음 국가들의 국적자들이 조지아 군단의 구성원이라고 보고되었다.
- 알바니아[1]
- 아르메니아[40]
- 오스트레일리아[40][1]
- 오스트리아[1]
- 아제르바이잔[40][1]
- 캐나다[41]
- 칠레[42]
- 크로아티아[1]
- 프랑스[1]
- 조지아[40]
- 독일[40][1]
- 그리스[40][1]
- 인도[43]
- 이스라엘[40]
- 일본[1][44]
- 멕시코[1]
- 몰도바[40]
- 세르비아[1]
- 중화민국[45]
- 영국[40][1]
- 미국[2][17][1]

## 활동
군단은 적진 후방에서 사보타주, 매복, 정찰 활동을 수행하며 여러 주요 전투에 참여했다. 또한 우크라이나 민간인, 경찰관, 군인 및 외국인 자원봉사자를 훈련시키고 지시한다.

## 같이 보기
- 우크라이나 영토방위 국제군단, 2022년에 설립된 우크라이나를 위해 싸우는 외국인 자원봉사자들의 유사 부대.